# The Kitchen (2023)
The Kitchen is een Britse sciencefictionfilm uit 2023, geregisseerd door Kibwe Tavares en Daniel Kaluuya en hun regiedebuut.

## Verhaal
Izi en Benji wonen in een toekomstig dystopisch Londen, waar alle sociale woningen worden afgebroken. Izi werkt voor een uitvaartcentrum en droomt ervan een eigen huis te hebben. Het wordt een beetje ingewikkelder voor hem als hij de twaalfjarige Benji ontmoet, die mogelijk zijn zoon is. Ze verzetten zich als bewoners van "The Kitchen", een gemeenschap die weigert hun huis te verlaten, tegen de afbraak van de woningen.

## Rolverdeling
| Acteur            | Personage |
| ----------------- | --------- |
| Kane Robinson     | Izi       |
| Jedaiah Bannerman | Benji     |
| Hope Ikpoku Jr    | Staples   |
| Teija Kabs        | Ruby      |
| Demmy Ladipo      | Jase      |
| Cristale          | Lianne    |
| BackRoad Gee      | Kamale    |

## Productie
The Kitchen is het speelfilmregiedebuut van zowel Kibwe Tavares als Daniel Kaluuya. Tavares, Kaluuya en producer Daniel Emmerson begonnen met de ontwikkeling van de film in 2014, na een gesprek in een kapperszaak. In 2016 werd de film geselecteerd voor Sundance's Screenwriting and Directing Lab.
De filmproductie vond plaats van maart tot juni 2022. De film werd geheel op locatie opgenomen. De keukenmarkt was de oude "London Electricity Board Building" aan Cambridge Heath Road in Londen. De "Kitchen"-buurt was het Damiers-complex La Défense in de agglomeratie Parijs.

## Release en ontvangst
The Kitchen ging op 15 oktober 2023 in première op het Filmfestival van Londen. De film kreeg overwegend positieve kritieken van de filmcritici, met een score van 88% op Rotten Tomatoes, gebaseerd op 60 beoordelingen. De film werd op 12 januari 2024 uitgebracht in geselecteerde bioscopen in het Verenigd Koninkrijk, om daarna op 19 januari 2024 zijn streamingdebuut op Netflix te hebben.

## Prijzen en nominaties
De belangrijkste:
| Jaar | Prijs                           | Categorie              | Genomineerde(n)                 | Uitslag  |
| ---- | ------------------------------- | ---------------------- | ------------------------------- | -------- |
| 2023 | British Independent Film Awards | Beste effecten         | Jonathan Gales en Richard Baker | Gewonnen |
| 2023 | British Independent Film Awards | Beste productieontwerp | Nathan Parker                   | Gewonnen |